# Richard Richardsson
Richard Richardsson, född 1 februari 1974 i Östersund, uppvuxen och boende i Undersåker, Åre kommun, är en svensk snowboardåkare (alpint). År 2017 deltog Richardsson i den nionde säsongen av TV-programmet Mästarnas mästare där han slutade på en andraplats efter brottaren Martin Lidberg.
Deltog i tre OS, vid det första försöket i Nagano körde han ur i det andra åket, i det andra försöket blev det succé med silver. När han fyra år senare i Italien skulle försvara sin medalj blev han utslagen i åttondelsfinal av slutgiltiga bronsmedaljören Siegfried Grabner.
I Salt Lake City (Park City) var den isiga banan som klippt och skuren för jämten. I kvalet slutade han fyra och fick därmed en gynnsam lottning. I både åttondel och kvartsfinal gjorde han processen kort med sina motståndare. I semifinalen mötte han fransmannen Huet, som i sin iver att ta ikapp svensken föll i båda åken och Richard var klar för final.
Finalen mot schweizaren Philipp Schoch var ytterst dramatisk. Efter det första åket ledde svensken med 6 tjugofemtedelar, sedan Schoch varit ytterst nära att köra ut. I det andra åket var svensken illa ute redan vid den femte porten, och efter en vild satsning följde flera missar och guldet var förlorat.
Under sin karriär tog han även VM-guld 1991, vann fyra världscuptävlingar och nio SM-guld. Han är son till Per-Olov Richardsson, som deltog i OS 1968 i Grenoble (43:a i störtlopp och bröt i slalom).

## OS-deltagande
Richardsson vann silvermedalj i de olympiska vinterspelen 2002 i Salt Lake City, USA. Han deltog även i de olympiska vinterspelen 2006 i Turin, Italien, men då utan större framgång (12 plats, utslagen i kvartsfinal). Sämre gick det vid Olympiska vinterspelen 1998 i Nagano, Japan där blev han diskvalificerad.

## Övriga internationella meriter
VM-guld 1999 i parallellstorslalom i Berchtesgaden, Tyskland
Fyra World Cup-segrar, 1997, 2000, 2001 och 2002.
Dessutom vann han den totala Slalomcupen i Snowboard 1997/1998.